# Veisenštejn
Veisenštejn (též Pustý zámek) je zřícenina slezského hradu severozápadně od Vrbna pod Pradědem v nadmořské výšce 700 metrů. Dnes je z něj zřícenina. Od roku 1976 je chráněn jako kulturní památka.

## Historie
Hrad vznikl pravděpodobně na přelomu 13. a 14. století. Dle archeologických nálezů hrad zanikl v 15. století. Veisenštejn tvoří spolu s nedalekým hradem Rabenštejnem dvojhrad. Zakladatelem dvojhradu byl zeměpán: český král anebo opavský kníže. Hrad je připomínán jen jednou v listinách z doby kolem let 1320 až 1330, když jeho purkrabí Ulman z Linavy oloupil a povraždil lidi vratislavského (nebo olomouckého) biskupa, a poté co zabral velkou kořist, se vrátil na hrad Veisenštejn. Hrad byl používán i dále, o čemž svědčí nálezy několika kousků rozbité keramiky, jejíž vznik je zařazován do 14. a 15. století. Hrad měl strážit cestu vedoucí z Moravy do Slezska podél Bílého potoka a rudné doly v okolí či sloužit jako celnice. V dubnu 1918 byl na hradě nalezen poklad: stříbro, zlato, opasek se sponou (řetěz), stříbrná mince (rok 1623) a medailon.

## Popis
Hlavní budova stála na severním skalním bloku, který má nahoře rovnou plošinu 17 × 17,5 metru. Severní strana umístěná proti svahu má silnou, kolem 3,5 metru tlustou zeď. Nádvorní zeď budovy je slabší a má tloušťku téměř 2 metry. Je prolomena portálem. Zdá se, že se stavba skládala z centrálního stavení o dvou nebo třech malých místnostech v suterénu. Obydlí správce bylo v patře. Jádro hradu tvořil ještě dvůr obehnaný hradbou a snad i nějaké dřevěné přístavby provozního účelu. Druhý (jižní) skalní blok je bez stop po stavbě, mohl nést dřevěné nebo hrázděné stavby. Mezi skalními bloky vytyčila silná kamenná zeď dvůr. Snad šlo o odpočívadlo kupeckých karavan. Jádro hradu bylo přístupné přes převis a úzkou sklání průrvu a následně most přes zčásti uměle vysekaný 5 metrů široký příkop. Tento příkop byl zřejmě ze severu uzavřen zdí.